# رابینسون کروزوئه (فیلم ۱۹۰۲)
رابینسون کروزوئه (فرانسوی: Les aventures de Robinson Crusoë‎) فیلمی به کارگردانی ژرژ ملی‌یس است که در سال ۱۹۰۲ منتشر شد.